# De Kampen (waterschap)
De Kampen is een voormalig waterschap in de Nederlandse provincie Groningen.
Het schap lag ten noordwesten van Noordbroek, tussen het Siepkanaal (ten noordwesten) en het Lutjemaar (ten zuidoosten). De oostgrens lag bij de Eideweg en de zuidgrens op het westwaarts verlengde van de Meerlandseweg. De molen sloeg uit op het Lutjemaar. 
Waterstaatkundig gezien ligt het gebied sinds 2000 binnen dat van het waterschap Hunze en Aa's.